# Карлиус, Лудвиг
Лудвиг Аугуст Карлиус (швед. Ludvig August Carlius; род. 14 марта 2001) — шведский футболист, полузащитник клуба «Мьельбю».

## Клубная карьера
Является воспитанником «Хельсингборга», в который пришёл в четырёхлетнем возрасте и, пройдя путь через детские и юношеские команды, дорос до основы клуба. 22 августа 2019 года впервые попал в официальную заявку на матч второго раунда кубка Швеции против «Оскарсхамна». На 86-й минуте матча он появился на поле вместо датчанина Тобиаса Миккельсена. 5 августа следующего года состоялся дебют Карлиуса в чемпионате Швеции в гостевой игре с «Мальмё». В концовке встречи он вышел на поле вместо Якоба Вёлькерлинга-Перссона. В общей сложности полузащитник принял участие в четырёх встречах, не отметившись результативными действиями. По итогам сезона «Хельсингборг» занял предпоследнюю строчку в турнирной таблице и вылетел в Суперэттан.
11 декабря 2020 года Карлиус не стал продлевать завершившийся контракт с родным клубом и стал игроком «Мьельбю», подписав трудовое соглашение, рассчитанное на три года. Начало нового сезона Лудвиг пропустил из-за травм. Первую игру за новый клуб провёл только 11 июля против «Норрчёпинга», заменив на 78-й минуте Виктора Густафсона.
24 сентября 2021 года для получения игровой практики отправился в аренду до конца сезона в клуб первого шведского дивизиона «ИФК Мальмё». На следующий день провёл первую игру за новую команду, появившись на поле в середине второго тайма матча с «Тролльхеттаном».

## Карьера в сборной
Выступал за юношескую сборную Швеции. В её составе дебютировал 11 октября 2018 года в товарищеском матче с Англией. Карлиус появился на поле на 60-й минуте, заменив Эрика Гранделиуса.

## Клубная статистика
| Выступление      | Выступление      | Выступление      | Лига | Лига | Кубки | Кубки | Конт. кубки | Конт. кубки | Итого | Итого |
| Клуб             | Лига             | Сезон            | Игры | Голы | Игры  | Голы  | Игры        | Голы        | Игры  | Голы  |
| ---------------- | ---------------- | ---------------- | ---- | ---- | ----- | ----- | ----------- | ----------- | ----- | ----- |
| Хельсингборг     | Аллсвенскан      | 2019             | 0    | 0    | 1     | 0     | 0           | 0           | 1     | 0     |
| Хельсингборг     | Аллсвенскан      | 2020             | 4    | 0    | 0     | 0     | 0           | 0           | 4     | 0     |
| Хельсингборг     | Итого            | Итого            | 4    | 0    | 1     | 0     | 0           | 0           | 5     | 0     |
| Мьельбю          | Аллсвенскан      | 2021             | 1    | 0    | 0     | 0     | 0           | 0           | 1     | 0     |
| Мьельбю          | Аллсвенскан      | 2022             | 0    | 0    | 0     | 0     | 0           | 0           | 0     | 0     |
| Мьельбю          | Итого            | Итого            | 1    | 0    | 0     | 0     | 0           | 0           | 1     | 0     |
| → ИФК Мальмё     | Дивизион 1       | 2021             | 6    | 1    | 0     | 0     | 0           | 0           | 6     | 1     |
| → ИФК Мальмё     | Итого            | Итого            | 6    | 1    | 0     | 0     | 0           | 0           | 6     | 1     |
| Всего за карьеру | Всего за карьеру | Всего за карьеру | 11   | 1    | 1     | 0     | 0           | 0           | 12    | 1     |